# Gare de Dax
Gare de Dax vasútállomás Franciaországban, Dax településen.

## Vasútvonalak
Az állomást az alábbi vasútvonalak érintik:
- Bordeaux–Irun-vasútvonal
- Puyoô-Dax-vasútvonal

## Kapcsolódó állomások
A vasútállomáshoz az alábbi állomások vannak a legközelebb:
- Gare de Morcenx
- Gare de Puyoô
- Gare de Saubusse-les-Bains